# 華盛頓鎮區 (密蘇里州門羅縣)
華盛頓鎮區（英語：Washington Township）是位於美國密蘇里州門羅縣的一個行政鎮區。

## 地方資料
華盛頓鎮區的面積為156.58平方千米，當中陸地面積為155.42平方千米，而水域面積為1.16平方千米。根據2020年美國人口普查的數據，當地共有人口254人，而人口密度為每平方千米1.62人。